# アナス・フォー・ラスムセン
アナス・フォー・ラスムセン（Anders Fogh Rasmussen [ɑnɐs ˈfɔʊ̯ˀ ˈʁɑsmusn̩] ( 音声ファイル)、1953年1月26日 - ）は、デンマークの政治家。2001年から2009年4月5日までデンマークの首相、2009年4月から2014年10月まで第21代NATO事務総長を務めた。オーフス大学卒業。
保守リベラル政党である自由党（ヴェンスタ）所属。公約は新自由主義に基づく規制緩和路線であるが、実際はリベラル路線で同性結婚も容認している。デンマーク史上、極めて有能な政治家とデンマーク国民からの評価は高く、国内外から多数の勲章が授与されている。
多くの著書があり、3人の子供がいる。

## 経歴
ラスムセンは1953年にユトランドで生まれた。ラスムセンは若いときから活発に政治活動を行い、常に多数派を歩んできた。1978年にフォルケティング初当選した。
Poul Schlüter政権のもと1987年から1990年まで税務大臣を、1990年より税務経済大臣を務めた。1992年に、ラスムセンは議会へ不正確で不十分な報告を行なったとして法廷で取調べを受けた。ラスムセン自身は否認したものの不信任案の提出を受け、大臣を辞職した。
1998年、ヴェンスタ党首に選出される。

## ラスムセン内閣
2001年の総選挙で当時の首相ポール・ニューロップ・ラスムセン党首率いる与党社会民主党を破り、首相に就任した。この選挙は1920年以来議会で第一党を維持していた社会民主党がその座を転落するという、デンマーク政治史上重大な転換点となった。以後ラスムセンは保守党とデンマーク国民党との連立政権（デンマーク国民党は閣外協力）を維持し、2005年2月の選挙において大苦戦しながらも辛くも過半数を守りきった。2007年11月の選挙にも勝利し、2009年4月まで連続3期の政権を担当していた。
ラスムセンの政治路線はそれまでのデンマーク政府のそれと比べて大きく右派よりであり、小さな政府を志向して規制緩和と民営化を進めるという公約を掲げていたが、実際の政権運営は福祉国家に強く関係している。また、デンマークへの移民を制限する法律も制定したが、国際的に見るとこの法律ですら、相当以上に移民に寛容な内容である。
ラスムセンはまた2002年の7月から12月まで欧州連合（EU）の議長を務め、EU中心主義およびエレマン＝イェンセン・ドクトリンの支持を表明した。
アメリカとの関係では、2003年のイラク戦争終了後、イラク復興支援のため、兵士を派遣（既に撤退済み）。また、アフガニスタンでの治安維持に協力するため国際治安支援部隊 (ISAF) に750人の兵士を派遣している。
2009年4月4日、フランス・ストラスブールでのNATO首脳会議でNATO事務総長に選出されたため、翌5日にマルグレーテ女王に首相の辞職を報告した。後任に首相には同じく自由党出身副党首を務めるラース・ロッケ・ラスムセン財務大臣が就任した。

## NATO事務総長

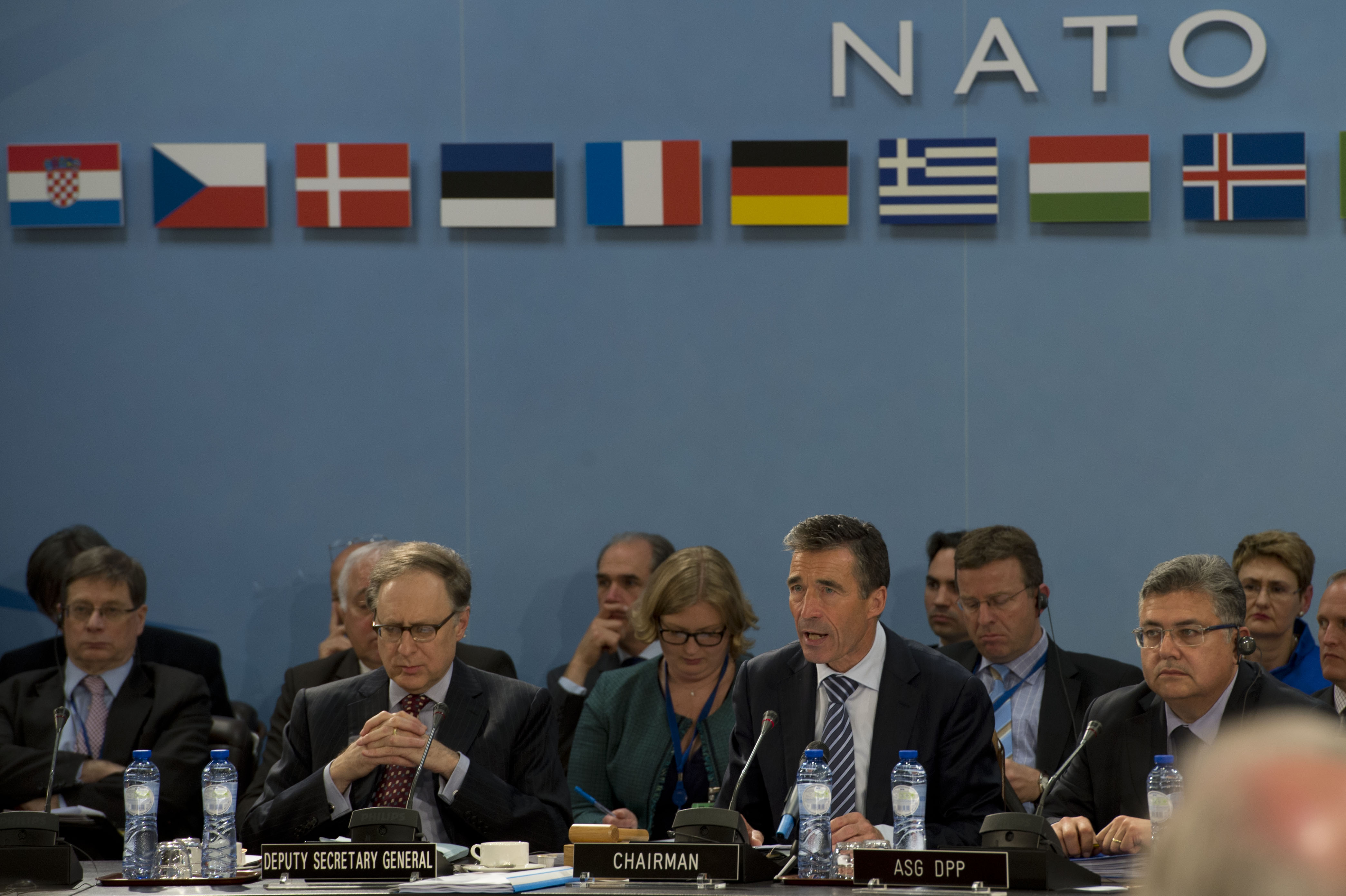
議長席につくラスムセン

2009年4月4日のNATO首脳会議で加盟28カ国（トルコは当初反対していたが、アメリカの説得により容認）の支持を受けて、事務総長に選出された。翌日、マルグレーテ女王に首相の辞職を報告、了承された。

## 栄典
- デンマーク : ダンネブロ勲章1等級 - 2009/04
- デンマーク : 功労勲章（金）- 2002/12
- ルーマニア : ブカレスト大学名誉博士号 （デンマーク、欧州、NATOへの功績に対して） - 2013/04[1][2][3][4]
- オランダ : オレンジナッソー勲章大十字騎士 - 2014/01[5]
- ブルガリア : 第一勲セントジョージメダル - 2014/04[6]
- ブルガリア : スタラプラニナ勲章第一等騎士[7][8]
- ウクライナ : 自由勲章（大統領授与） - 2014/08[9]
- エストニア : テラマリアナ十字勲章騎士 - 2009/02
- ラトビア : 三ツ星勲章軍団員 - 2004/04
- リトアニア : ゲディミナス大公勲章大十字章 2004/04
- ポーランド : ポーランド共和国勲章大十字章 - 2003
- ドイツ : ドイツ連邦共和国功労勲章
- スウェーデン : ポーラースター勲章
- ニカラグア : ルベン・ダリオ勲章、ホアキンチャモロ勲章大十字章
- ブラジル : サザンクロス勲章
- イギリス : 聖マイケル・聖ジョージ勲章 - 2015/11